# Arystydes (imię)
Arystydes – imię męskie pochodzenia greckiego Αριστειδης, co oznacza „najlepszy rodzaj”, stanowiąc złożenie członów αριστος (aristos) „najlepszy” i ειδος (eidos) - „rodzaj, gatunek”. Arystydes imieniny obchodzi 31 sierpnia.
Najsłynniejszą postacią o tym imieniu był Arystydes, ateński polityk i wódz, nazywany Sprawiedliwym. Patronem tego imienia w Kościele katolickim jest św. Arystydes Marcjanus (II wiek).
Znane osoby noszące imię Arystydes
- Arystydes Sprawiedliwy — polityk ateński
- Arystydes z Aten — apologeta chrześcijański
- Arystydes z Teb — malarz grecki
- Aristide Briand — francuski polityk
- Aristide Gromer — francuski szachista, wielokrotny mistrz Francji

Zobacz też:
- (2319) Aristides — planetoida